# Eleccions federals alemanyes de 1957
Les eleccions federals alemanyes de 1957 se celebraren el 15 de setembre de 1957 per a elegir els membres del Bundestag de la República Federal d'Alemanya.
| ← Eleccions federals alemanyes, 15 de setembre de 1957 → |            |                     |                      |                |                      |                       |
| Partit                                                   | Vots       | Percentatge de vots | Diferència vers 1953 | Total d'escons | Diferència vers 1953 | Percentatge d' Escons |
| Unió Demòcrata Cristiana d'Alemanya (CDU)                | 11.875.339 | 39,7%               | +3,3%                | 215            | +24                  | 43,2%                 |
| Unió Social Cristiana (CSU)                              | 3.133.060  | 10,5%               | +1,7%                | 55             | +3                   | 11,1%                 |
| Partit Alemany (DP)                                      | 1.062.293  | 3,4%                | +0,1%                | 17             | +2                   | 3,4%                  |
| Partit Democràtic Lliure (FDP)                           | 2.307.135  | 7,7%                | -1,8%                | 41             | -7                   | 8,2%                  |
| Partit Socialdemòcrata (SPD)                             | 9.495.571  | 31,7%               | +2,9%                | 169            | +18                  | 34,0%                 |
| Altres                                                   | 2.032.030  | 7,0%                |                      | 0              |                      | 0,0%                  |
| Totals                                                   | 29.905.428 | 100,0%              |                      | 497            | +10                  | 100,0%                |

## Post-elecció
Konrad Adenauer es manté en la cancelleria liderant la coalició CDU/CSU amb el Partit Alemany.